# Cupa Balcanică 1966–1967
Cupa Balcanică 1966–1967 a fost a cincea ediție a Cupei Balcanice, competiție la care au participat cluburi reprezentative din statele balcanice. A fost câștigată de Fenerbahçe.

## Grupa A
| Echipa            | M | V | E | Î | GM | GP | G  | Pct. |
| ----------------- | - | - | - | - | -- | -- | -- | ---- |
| Fenerbahçe        | 6 | 5 | 0 | 1 | 13 | 4  | +9 | 10   |
| Cherno More Varna | 6 | 3 | 0 | 3 | 8  | 8  | 0  | 6    |
| Partizani Tirana  | 6 | 3 | 0 | 3 | 9  | 10 | -1 | 6    |
| UT Arad           | 6 | 1 | 0 | 5 | 4  | 12 | -8 | 2    |

| Partizani   | 2–0 | Cherno More |
| Cherno More | 3–1 | UTA         |
| Cherno More | 3–0 | Partizani   |
| UTA         | 1–2 | Partizani   |
| Cherno More | 0–1 | Fenerbahçe  |
| Fenerbahçe  | 3–1 | UTA         |
| Fenerbahçe  | 3–0 | Cherno More |
| Partizani   | 2–0 | UTA         |
| UTA         | 0–2 | Cherno More |
| UTA         | 1–0 | Fenerbahçe  |
| Partizani   | 0–3 | Fenerbahçe  |
| Fenerbahçe  | 3–2 | Partizani   |

## Grupa B
| Echipa          | M | V | E | Î | GM | GP | G  | Pct. |
| --------------- | - | - | - | - | -- | -- | -- | ---- |
| AEK Atena       | 6 | 3 | 3 | 0 | 10 | 5  | +5 | 9    |
| Lokomotiv Sofia | 6 | 2 | 2 | 2 | 11 | 10 | +1 | 6    |
| Farul Constanța | 6 | 2 | 1 | 3 | 8  | 14 | -6 | 5    |
| Vardar Skopje   | 6 | 1 | 2 | 3 | 6  | 6  | 0  | 4    |

| AEK       | 1–0 | Vardar    |
| Lokomotiv | 3–3 | AEK       |
| Lokomotiv | 1–0 | Vardar    |
| AEK       | 1–0 | Lokomotiv |
| Vardar    | 1–1 | Lokomotiv |
| Farul     | 4–1 | Lokomotiv |
| Farul     | 2–0 | Vardar    |
| Vardar    | 4–0 | Farul     |
| AEK       | 3–0 | Farul     |
| Lokomotiv | 5–1 | Farul     |
| Vardar    | 1–1 | AEK       |
| Farul     | 1–1 | AEK       |

## Finala
| Echipa #1 | Total | Echipa #2  | Tur | Retur |
| --------- | ----- | ---------- | --- | ----- |
| AEK Atena | 2–2   | Fenerbahçe | 2–1 | 0–1   |

### Prima manșă
| AEK Atena | 2 – 1 | Fenerbahçe |
| --------- | ----- | ---------- |
|           |       |            |

### A doua manșă
| Fenerbahçe | 1 – 0 | AEK Atena |
| ---------- | ----- | --------- |
|            |       |           |

### Playoff
| Fenerbahçe                 | 3 – 1 | AEK Atena       |
| -------------------------- | ----- | --------------- |
| Altıparmak 2', 70' Șen 33' |       | 71' Papaioannou |

## Legături externe
- Cupa Balcanică la rsssf.com